# Funzionario-letterato

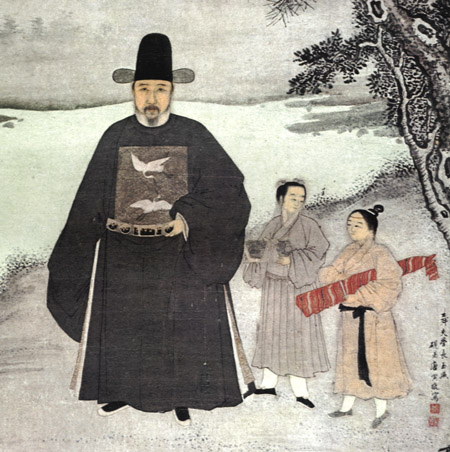
Un ritratto del XV secolo del funzionario Ming Jiang Shunfu. La decorazione di due gru sul suo petto è un "quadrato mandarino", che indica che era un funzionario pubblico di primo rango.

I funzionari-letterati, noti anche come letterati-funzionari o burocrati letterati o burocrati eruditi (士大夫T, shì dàfūP) erano funzionari pubblici nominati dall'imperatore della Cina per svolgere l'amministrazione quotidiana dalla dinastia Han alla fine della dinastia Qing nel 1912, l'ultima dinastia imperiale della Cina. 

## Storia
Dopo la dinastia Sui questi funzionari provenivano per la maggior parte dalla piccola nobiltà erudita (紳士 shēnshì) che aveva ottenuto diplomi accademici (come xiucai, juren, o jinshi) superando gli esami imperiali. I funzionari studiosi erano istruiti nei testi confuciani e in altre discipline (le cosiddette "quattro arti") tra le quali la calligrafia. Essi dominarono il governo e la vita locale della Cina fino alla metà del XX secolo.
Lo status sociale dei nobili letterati era solitamente ereditario prima della caduta della dinastia Tang. A partire dalla dinastia Song, qualsiasi studioso confuciano che è nominato funzionario del governo è considerato membro di questa classe sociale. L'ereditarietà dei gentiluomini studiosi fu abolita a causa di un massacro eseguito dall'imperatore Zhu Wen. Nel massacro, Zhu Wen eliminò i nobili ereditari che erano un potenziale rischio per il suo potere. 
Poiché solo alcuni potevano diventare funzionari di corte o locali, la maggioranza dei nobili letterati rimanevano nei villaggi o nelle città come capi sociali. I nobili letterati attuavano misure di assistenza sociale, insegnavano nelle scuole private, aiutavano a risolvere dispute legali di minore entità, sorvegliavano i progetti della comunità, mantenevano la legge e l'ordine locale, celebravano le cerimonie confuciane, assistevano la raccolta delle tasse del governo e predicavano gli insegnamenti morali confuciani. Come classe, questi letterati pretendevano di rappresentare la moralità e la virtù. Il magistrato di contea, che per regolamento non poteva esercitare nella contea natale, dipendeva dai nobili locali per avere consigli e attuare i progetti, dando loro il potere di beneficiare sé stessi e i loro clienti.

## Effetto
L'intero fondamento della meritocrazia erudita era basato sulla padronanza dei classici confuciani. Questo ebbe importanti effetti sulla società cinese.
Teoricamente, questo sistema avrebbe prodotto come risultato una classe dominante altamente meritocratica, con i migliori studenti che governano il paese. Gli esami davano a molte persone l'opportunità di perseguire il potere e l'onore politico — e incoraggiavano in tal modo il perseguimento dell'educazione formale. Poiché il sistema non discriminava formalmente in base allo status sociale, forniva una via per la mobilità sociale verso l'alto indipendentemente dall'età o dalla classe sociale.
Tuttavia, anche se la forte enfasi posta dalla burocrazia sugli esami di letteratura confuciana assicurava che gli scrittori più eloquenti e gli studiosi più eruditi raggiungessero posizioni elevate, questo sistema mancava di garanzie formali contro la corruzione politica, a parte gli insegnamenti morali confuciani testati dagli esami. Una volta che il loro futuro politico era assicurato dal successo negli esami, i funzionari di alto rango erano spesso tentati dalla corruzione e dall'abuso di potere. Inoltre, lo status relativamente basso dei militari professionali nella società confuciani scoraggiava una simile efficienza e meritocrazia nell'esercito.